# 4292 Aoba
4292 Aoba (1989 VO) là một tiểu hành tinh vành đai chính được phát hiện ngày 4 tháng 11 năm 1989 bởi Masahiro Koishikawa ở Ayashi.